# Pilostemon
Pilostemon là một chi thực vật có hoa trong họ Cúc (Asteraceae).

## Loài
Chi Pilostemon gồm các loài: